# オン・アン・アイランド
『オン・アン・アイランド』（On an Island）は、イギリスのロックバンド、ピンク・フロイドのギタリスト／ヴォーカリストであるデヴィッド・ギルモアが2006年に発表したアルバム。ギルモアの3枚目のソロ・アルバムで、全米6位、全英1位を記録したヒット作となった。
このアルバムでは多数のミュージシャンが参加しており、プロデュースも共同である。作詞面でもギルモアの妻であるポリー・サムソンが参加している。また、デビュー前のフロイドにギタリストとして在籍していたボブ・クロースも、「ラド・クロース」名義で数曲に参加している。

## 収録曲
1. キャッスルロライズン　Castellorizon
2. オン・アン・アイランド　On An Island
3. ザ・ブルー　The Blue
4. テイク・ア・ブレス　Take A Breath
5. レッド・スカイ・アット・ナイト　Red Sky At Night
6. ディス・ヘヴン　This Heaven
7. ゼン・アイ・クローズ・マイ・アイズ　Then I Close My Eyes
8. スマイル　Smile
9. ア・ポケット・フル・オブ・ストーンズ　A Pocketful Of Stones
10. ホエア・ウィー・スタート　Where We Start

なお、スペシャル・エディションには、「Live And In Session」と題されたDVDが同封されている。曲目は以下の通り。
1. Take A Breath （2006年5月、ロンドンのロイヤル・アルバート・ホールでのライヴ）
2. Astronomy Domine （2006年8月、アビー・ロード・スタジオでのセッション。『夜明けの口笛吹き』収録曲）
3. On An Island （以下6曲は、2006年4月、ニューヨークでのセッション）
4. This Heaven
5. Smile
6. Take A Breath
7. High Hopes （『対』収録曲）
8. Comfortably Numb （『ザ・ウォール』収録曲）